# Justinus-Felsen

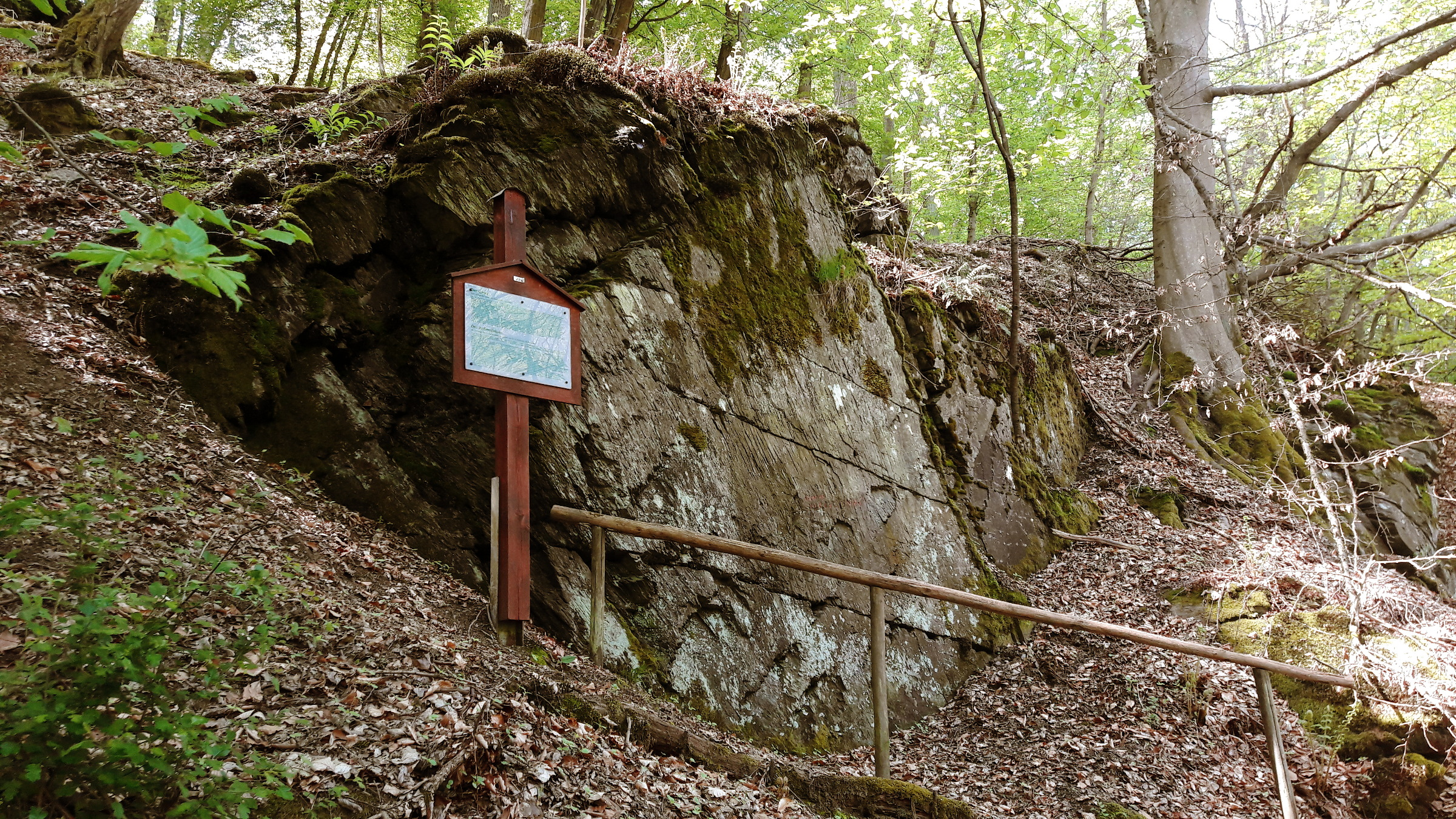
Gesamtansicht des Felsens

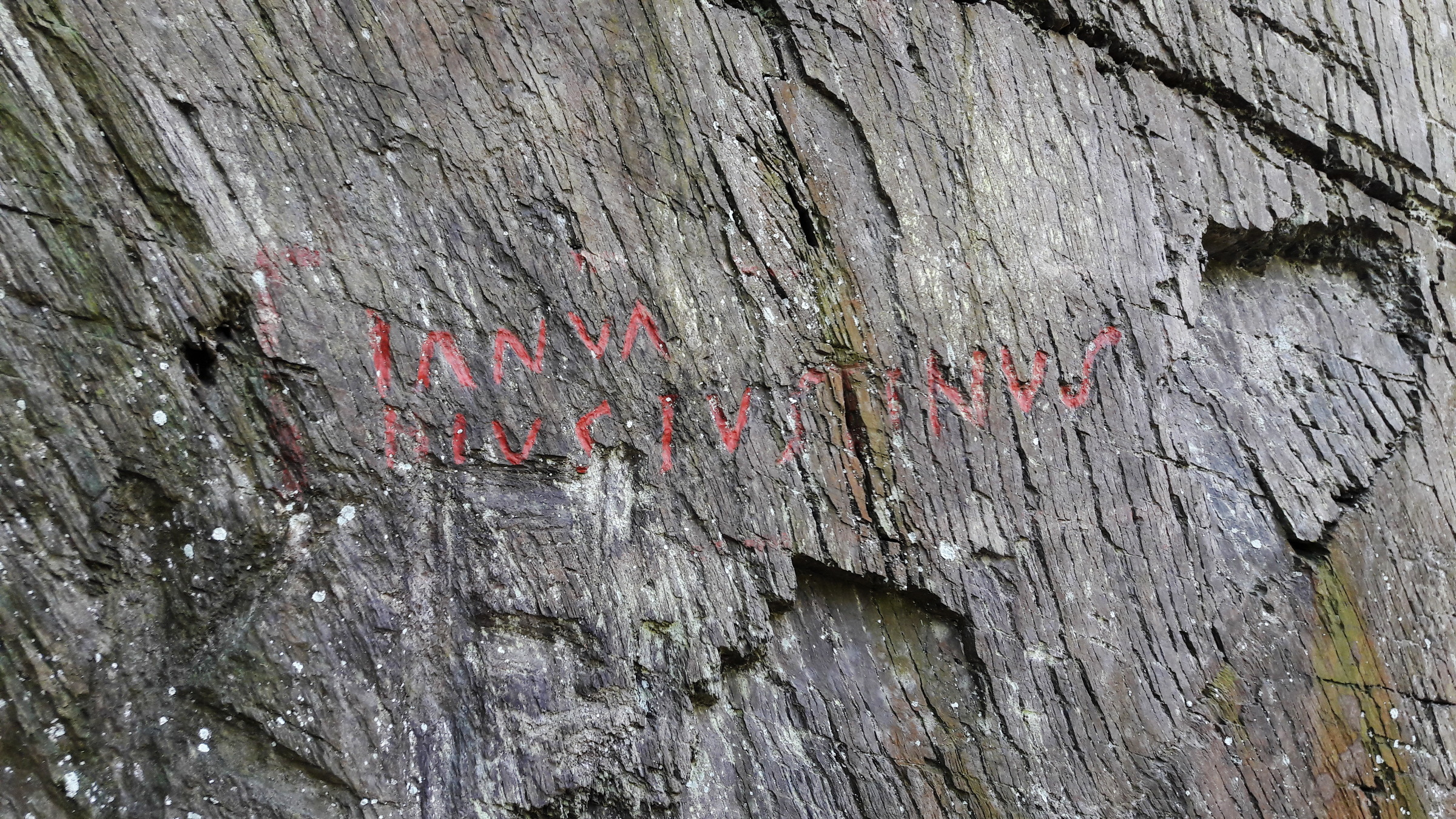
Inschrift in Augenhöhe

Der Justinus-Felsen ist ein Block aus blauem Tonschiefer mit antiker Inschrift. Er steht auf dem Gebiet des Ortes Lindschied bei Bad Schwalbach im Aartal, direkt an der Aartalbahn bei Bahnkilometer 25,7. 
In der ebenen Felswand hat sich zur Zeit der römischen Besatzung ein Mann namens Ianuarius Iustinus mit seinem Namen verewigt. Vermutlich handelte es sich bei Iustinus um einen römischen Auxiliarsoldaten oder Legionär, der entweder am 200 m entfernten Obergermanischen Limes Wachdienst leistete oder Steinbrucharbeiten durchführte und hier seinen Arbeitsplatz markiert hatte.
Offenbar bietet die vertikale glatte Struktur der leicht überhängenden Felswand sowie die wettergeschützte Lage an der Ostseite eine so geschützte Stelle, dass die Inschrift nicht verwitterte.